# Boguslawsky (cràter)
Boguslawsky és un cràter d'impacte que es troba prop de llimbs del sud de la Lluna, al nord-oest del cràter Demonax una mica més gran, i al sud-oest del cràter concèntric Boussingault. Per la seva ubicació, vist des de la Terra, aquest cràter apareix de forma molt oblonga causa de la perspectiva.
El sòl d'aquest cràter està inundat de lava i no té trets distintius. La seva vora està una mica desgastada, sent d'una alçada relativament reduïda respecte de la superfície circumdant. El cràter Boguslawsky D intercepta el seu contorn oriental.

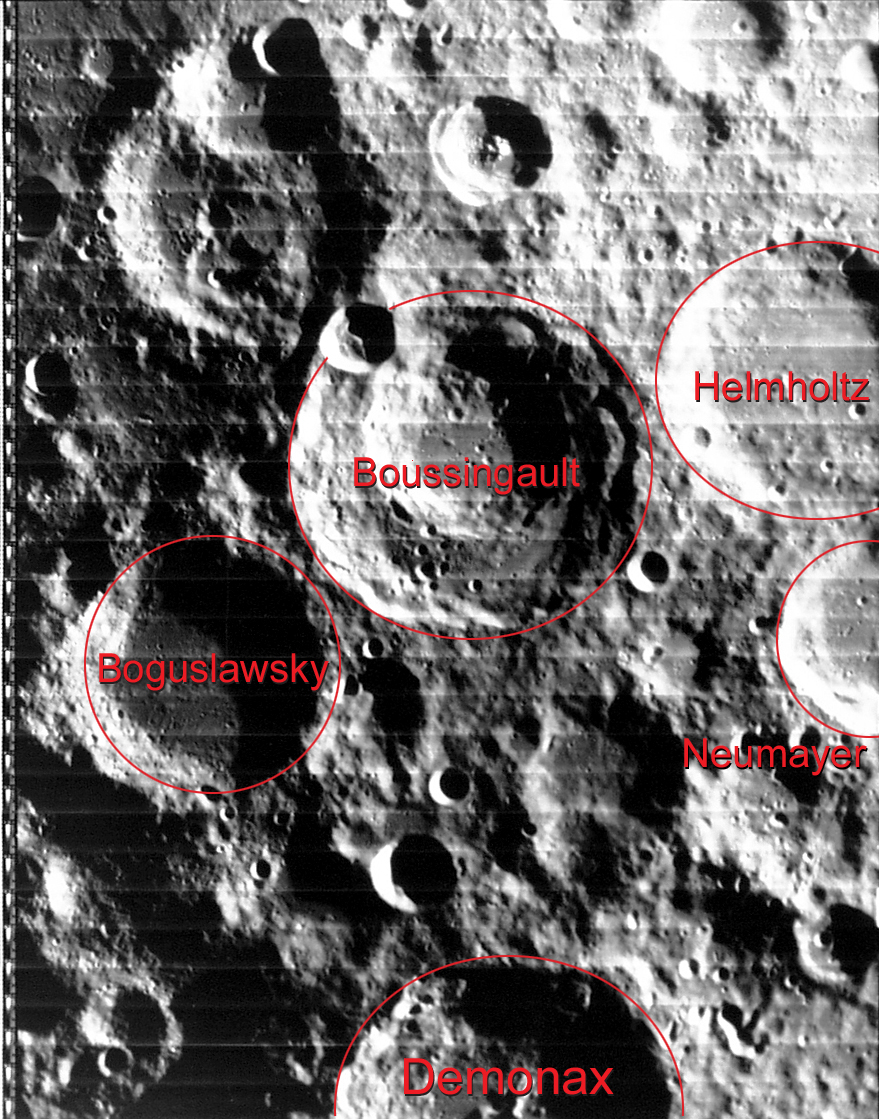
Localització de Boguslawsky (centre esquerra de la imatge)
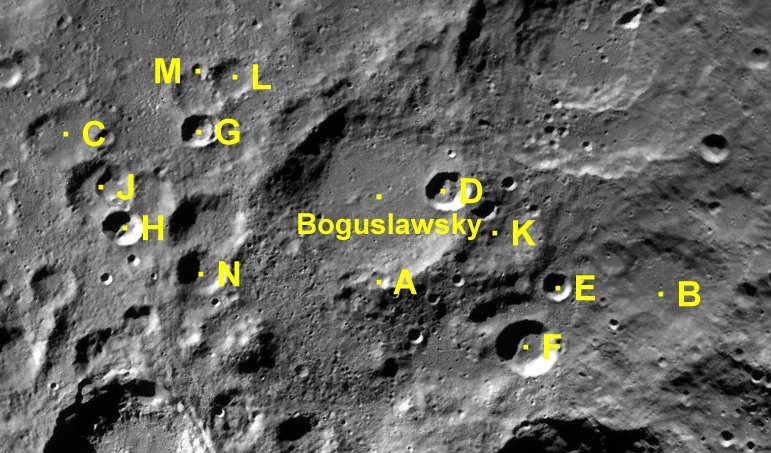
Cràters satèl·lit

Aquest cràter s'ha proposat com a lloc d'allunatge per a futures missions del Luna-Glob.

## Cràters satèl·lit
Per convenció aquests elements són identificats en els mapes lunars posant la lletra en el costat del punt central del cràter que està més proper a Boguslawsky.
| Boguslawsky | Coordenades                          | Diàmetre |
| ----------- | ------------------------------------ | -------- |
| A           | 74° 24′ S, 44° 18′ E / 74.4°S,44.3°E | 6 km     |
| B           | 73° 54′ S, 61° 00′ E / 73.9°S,61.0°E | 63 km    |
| C           | 70° 54′ S, 27° 42′ E / 70.9°S,27.7°E | 36 km    |
| D           | 72° 48′ S, 47° 18′ E / 72.8°S,47.3°E | 24 km    |
| E           | 74° 12′ S, 53° 36′ E / 74.2°S,53.6°E | 14 km    |
| F           | 75° 18′ S, 52° 30′ E / 75.3°S,52.5°E | 30 km    |
| G           | 71° 30′ S, 34° 30′ E / 71.5°S,34.5°E | 21 km    |
| H           | 72° 48′ S, 29° 06′ E / 72.8°S,29.1°E | 19 km    |
| J           | 72° 12′ S, 28° 54′ E / 72.2°S,28.9°E | 36 km    |
| K           | 73° 30′ S, 50° 54′ E / 73.5°S,50.9°E | 46 km    |
| L           | 70° 36′ S, 36° 36′ E / 70.6°S,36.6°E | 22 km    |
| M           | 70° 36′ S, 35° 12′ E / 70.6°S,35.2°E | 9 km     |
| N           | 74° 00′ S, 33° 18′ E / 74.0°S,33.3°E | 28 km    |